# Alphonse Legros

Foto Alphonse Legros 1887

Alphonse Legros (* 8. Mai 1837 in Dijon; † 7. Dezember 1911 in Watford, Hertfordshire) war ein britischer Maler und Radierer des Realismus und Medailleur mit französischen Wurzeln.

## Leben und Werk
Legros besuchte die l'École des Beaux-Arts in Dijon und wurde Lehrling bei Meister Nicolardo, einem Porträt-Maler. Überzeugt von dessen Können nahm 1851 der Maler Jean Baptiste Beuchot aus Lyon Legros in sein Atelier auf, dem er bei der Ausschmückung der Kapelle von Cardinal Bonald assistierte. Nach sechs Monaten ging Legros nach Paris und besuchte die Petite Ecole (die zukünftige École nationale supérieure des arts décoratifs), wo er Jules Dalou, Auguste Rodin und Henri Fantin-Latour kennenlernte. In Abendkursen an der École des beaux-arts de Paris schloss er Freundschaft mit James McNeill Whistler. Bis 1855 studierte Legros dort auch an der École des Beaux-Arts und war daneben auch Schüler von Horace Lecoq de Boisboudran. Gefördert und unterstützt durch seine Lehrer konnte Legros 1857 auf einer Ausstellung des Pariser Salons mit einem Porträt seines Vaters debütieren. In dieser Zeit begann Legros sich intensiv mit der Radierkunst auseinanderzusetzen. Dabei machte er auch die Bekanntschaft mit dem Kollegen Gustave Courbet und zählte schon bald zu dessen Künstlerkreis.
Im Frühjahr 1862 unternahm Legros eine fast einjährige Studienreise durch Spanien. Von dieser brachte er sehr viele Skizzen und Studien mit, welche dann später die Grundlage zahlreicher Bilder bildeten.

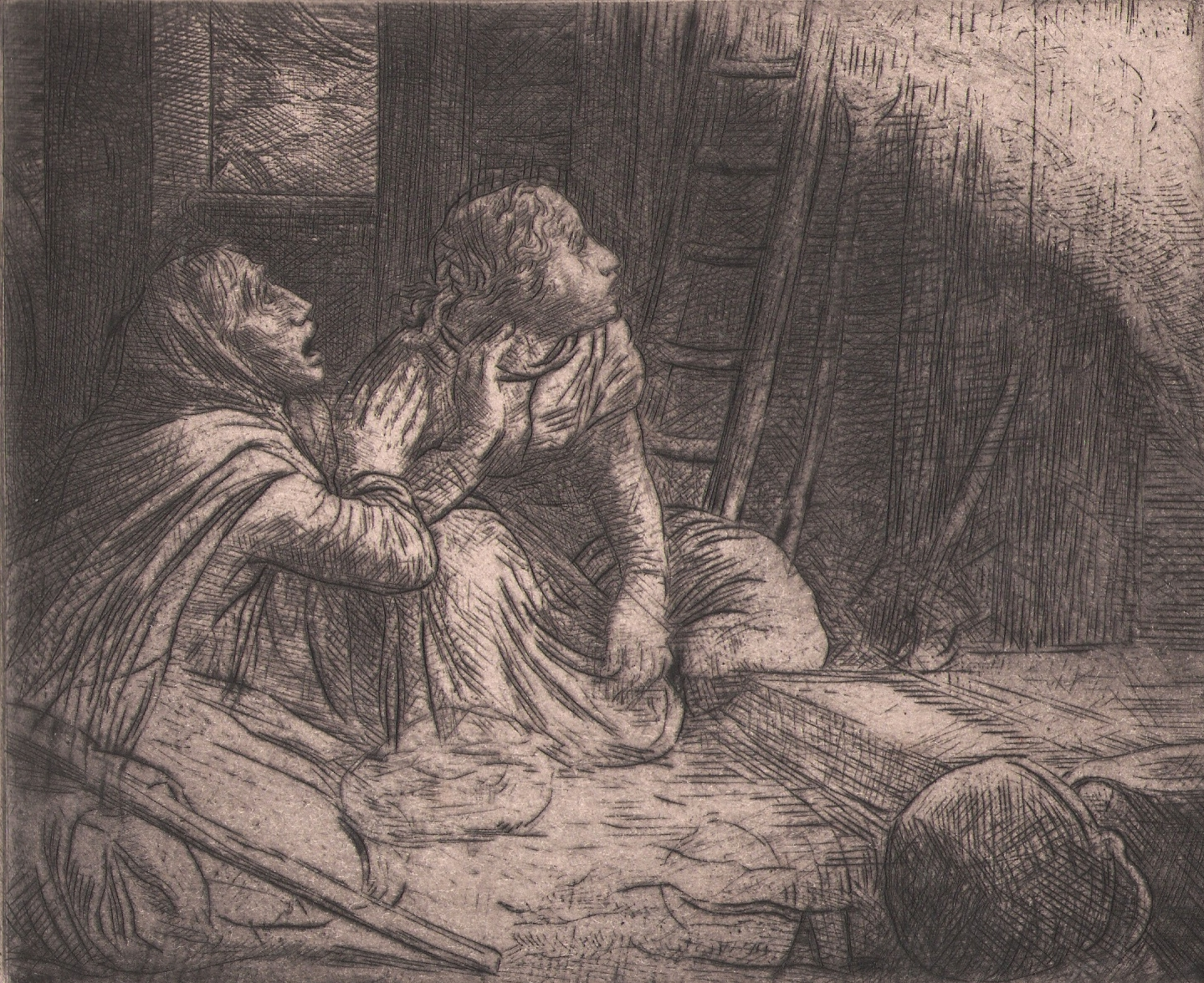
Die Brandopfer (Victimes de l´incendie), Radierung auf Papier

Im Winter 1862/63 kehrte Legros nach Frankreich zurück. Er trat in die 1862 gegründete „Société des Aquafortistes“ ein. Diese Künstlervereinigung hatte sich die Förderung der Radierkunst zum Ziel gesetzt. Sie veröffentlichten ihren eigenen Katalog. Bereits im Frühjahr des darauffolgenden Jahres ging er auf Einladung von Whistler nach Großbritannien und ließ sich in London, später in Watford nieder. 1864 heiratete er Miss Frances Rosetta Hodgson. Er wurde Lehrer für Radierungen an der South Kensington School of Art. 1876 übernahm er die Nachfolge von Edward Poynter als Professor an der Slade School of Fine Art am University College.
1881 erhielt er die britische Staatsbürgerschaft und unterrichtete 17 Jahre lang am University College.
1880 gründete er zusammen mit anderen Künstlern die Society of Painter-Etchers and Engravers, um die Radierung (Etching) und den Kupferstich (Engraving) als anerkannte Kunstformen zu etablieren. Obwohl er von den englischen Künstlern Charles Holroyd, Charles Shannon und Charles Strang sehr beeinflusst wurde und die britische „Kunstszene“ genau beobachtete, blieb er dennoch zeit seines Lebens in England ein Außenseiter, war aber der einflussreichste Lehrer von William Rothenstein.
Alphonse Legros starb am 7. Dezember 1911 im Alter von 74 Jahren in Watford, Hertfordshire.

## Werke (Auswahl)
Ölbilder
- Die Kommunion
- Angelus (1859)

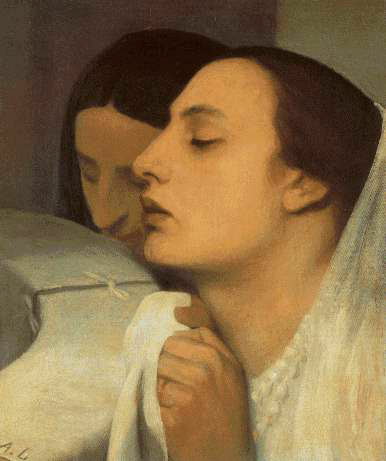
Die Kommunion

Kupferstich Alphonse Legros 1895

- Die Steinigung des Heiligen Stephanus (Galerie in Avranches)
- Mönche im Gebet
- Die Ehrenerklärung (Musée du Luxembourg, Paris)
- Die Pilgerfahrt (Galerie in Liverpool)
- Ein spanisches Kloster
- Die Einsegnung des Meeres (1873)
- Die Taufe
- Der Kesselflicker
- Die Mädchenschule

Radierungen
- Die Brandopfer (Victimes de l´incendie)
- Der Mönch mit der Fackel
- Der Tod des heiligen Franziskus
- Thomas Carlyle (Porträt)
- Der Holzhauer
- Die Pestkranken
- L'oeuvre gravé et lithographié de Alphonse Legros: orné d'une Eau-forte originale, et d'un fac-similé du portrait de l'artiste d'après son propre dessin. Préface Gustave Soulier. C. Hessèle, Paris, Editeur d’Art 1904

## Veröffentlichung
- Lucien Alphonse Legros and John Cameron Grant: Typographical Printing-Surfaces: The Technology and Mechanism of their Production. Publisher: Longman, Greene & Co., London 1916